# Dominique Rouquette
Pour les articles homonymes, voir Rouquette.
François-Dominique Rouquette, né le 2 janvier 1810 à Bayou Lacombe et mort le 10 mai 1890, était un poète français de Louisiane.
Il fit d'abord ses études à Nantes, puis étudia le droit à Philadelphie, pensant devenir avocat. Il abandonna bientôt cette voie. En voyage en France, il publia à Paris en 1839 son premier recueil de poèmes, Les Meschacébéennes (du nom indien du Mississippi), dans lequel il chante son amour et sa nostalgie de la Louisiane, et son désir de solitude dans la nature, thème qu'il partage avec son frère Adrien, poète et abbé. Il publia un second recueil en 1856, intitulé Fleurs d'Amérique.

## Critique
- D'après Auguste Viatte, Dominique Rouquette « chante à la fois la solitude et le voyage, la Louisiane et la France; certains de ses vers présagent les accents de Baudelaire et de Mallarmé[2]. »